# Petru Dumitriu
Petru Dumitriu (* 8. Mai 1924 in Baziaş; † 6. April 2002 in Metz) war ein rumänischer Schriftsteller.

## Leben
Dumitrius Vater war Offizier in der rumänischen Armee. Seine Mutter war gebürtige Ungarin. In  der Familie wurde überwiegend französisch gesprochen. So wurde Französisch Dumitrius 2. Sprache, die er schon in der Kindheit erlernte. Nach dem Schulbesuch in Rumänien studierte Dumitriu Philosophie mit einem Humboldt-Stipendium an der Universität München. Durch den Frontwechsel Rumäniens im Zweiten Weltkrieg wurde das Studium 1944 unterbrochen. Ab 1956 war Dumitriu Direktor des Staatsverlags für Literatur in Bukarest und ab 1958 Präsident des Verlagsrates beim rumänischen Kulturministerium. 1960 floh Dumitriu über die Bundesrepublik Deutschland nach Frankreich, wo er sich in Metz niederließ. Erst 1996 kehrte er in seine Heimat zurück.
In Deutschland wurde Dumitriu durch sein zweibändigen Werk Die Bojaren bekannt, 1960 erschien der erste Band mit dem Titel Der Familienschmuck, 1962 der zweite Band mit dem Titel Freuden der Jugend. In dem Familienroman verarbeitet Dumitriu die Geschichte seines Heimatlandes bis zum Ende des Zweiten Weltkriegs.
Als Drehbuchautor wirkte er auch an der Verfilmung seiner eigenen und fremder Stoffe mit. So wurde Der Familienschmuck schon 1957 in der DDR verfilmt.

## Auszeichnungen
- 1949, 1952 und 1955:  Rumänischer Staatspreis für Literatur
- 1949: Arbeitsmedaille
- 1954: Arbeitsorden
- 1959: Stern der Sozialistischen Republik Rumänien

## Werke
- Feindschaft. Aus dem Rumänischen von Leonore Renn, Staatsverlag, Bukarest, 1949
- Wolfsjagd.  Jugendverlag, Bukarest, 1950
- Saat und Ernte. Verlag Volk und Welt, Berlin, 1952
- Juninächte. Verlag Volk und Welt, Berlin, 1953
- Der Kanal. Verlag Volk und Welt, Berlin, 1953
- Sturmvogel. Verlag Volk und Welt, Berlin, 1957
- Die Bojaren. Teil 1: Der Familienschmuck. S. Fischer, Frankfurt a. M., 1960
- Die Bojaren. Teil 2: Freuden der Jugend. S. Fischer, Frankfurt a. M., 1962
- Treffpunkt Jüngstes Gericht. Fischer Bücherei, Frankfurt a. M., Hamburg, 1962
- Inkognito. Fischer Verlag, Frankfurt a. M., 1963
- Fernwest. S. Fischer, Frankfurt a. M., 1963
- Die Transmoderne. S. Fischer, Frankfurt a. M., 1965
- Das sardische Lächeln. S. Fischer, Frankfurt a. M., 1967
- Der Mann mit den grauen Augen. Bastei-Verlag Lübbe, Bergisch Gladbach, 1972